# ルディ・アルティヒ
ルディ・アルティヒ（Rudi Altig 1937年3月18日 - 2016年6月11日）はドイツ・マンハイム出身の元自転車競技選手。スプリンター型の選手であった。

## 経歴
1960年、1961年の世界自転車選手権・個人追い抜きで連覇を達成したことがアルティヒの自転車選手キャリアとしての第一歩といっても過言ではなく（アマチュア時代は1959年に世界選手権の個人追い抜きを制覇している）、その後はロードレースでも活動の場を広げる。
1962年
- ブエルタ・ア・エスパーニャでは区間3勝を挙げて総合優勝。
- ツール・ド・フランスでも3区間優勝に加え5日間マイヨジョーヌも堅持。そして最終的にはポイント賞を受賞した。

1964年
- ロンド・ファン・フラーンデレン、西ドイツ国内選手権を制した他、ツール・ド・フランスでは区間1勝に加え、4日間マイヨジョーヌを堅持。

1965年
- 世界選手権では、優勝したトム・シンプソンに続いて2位に入る。

1966年
- 世界選手権は、アルティヒが住む場所から程近いニュルブルクリンクでの開催。地元開催で世界チャンピオンに挑んだアルティヒは、ジャック・アンクティル、レイモン・プリドールのフランス勢を退けて優勝を果たした。また、この年の西ドイツ スポーツマンオブザイヤーも受賞した。

1968年
- ミラノ～サンレモを制し、ブエルタでも区間2勝。

1969年
- ツール・ド・フランスで区間1勝を挙げた他マイヨジョーヌも1日堅持。

1970年
- 2度目の西ドイツ国内選手権を制した。

上記の世界選手権個人追い抜き連覇を果たしたように、アルティヒはトラックレースも得意としており、とりわけ6日間レースは当時ドイツ国内では大人気の冬季競技であったが、アルティヒはベルリン、ブレーメンなどの同レースを含め通算22勝を挙げ、当時は西ドイツのスーパースターの一人であった。
一方、現役時代は薬物使用疑惑が絶えず持ち上がった選手としても有名で、その疑惑については引退後にメタンフェタミンなどの使用歴を告白しているが、アルティヒの現役当時はドーピング違反の罰則規定が設けられる以前であり、正確にはドーピング違反には当たらない。
自身の行為についても肯定的な発言を述べてる。1971年に引退後はドイツ公共放送連盟（ARD）、ユーロスポートの解説者を2005年まで務めた。